# Tadeusz Dalbor

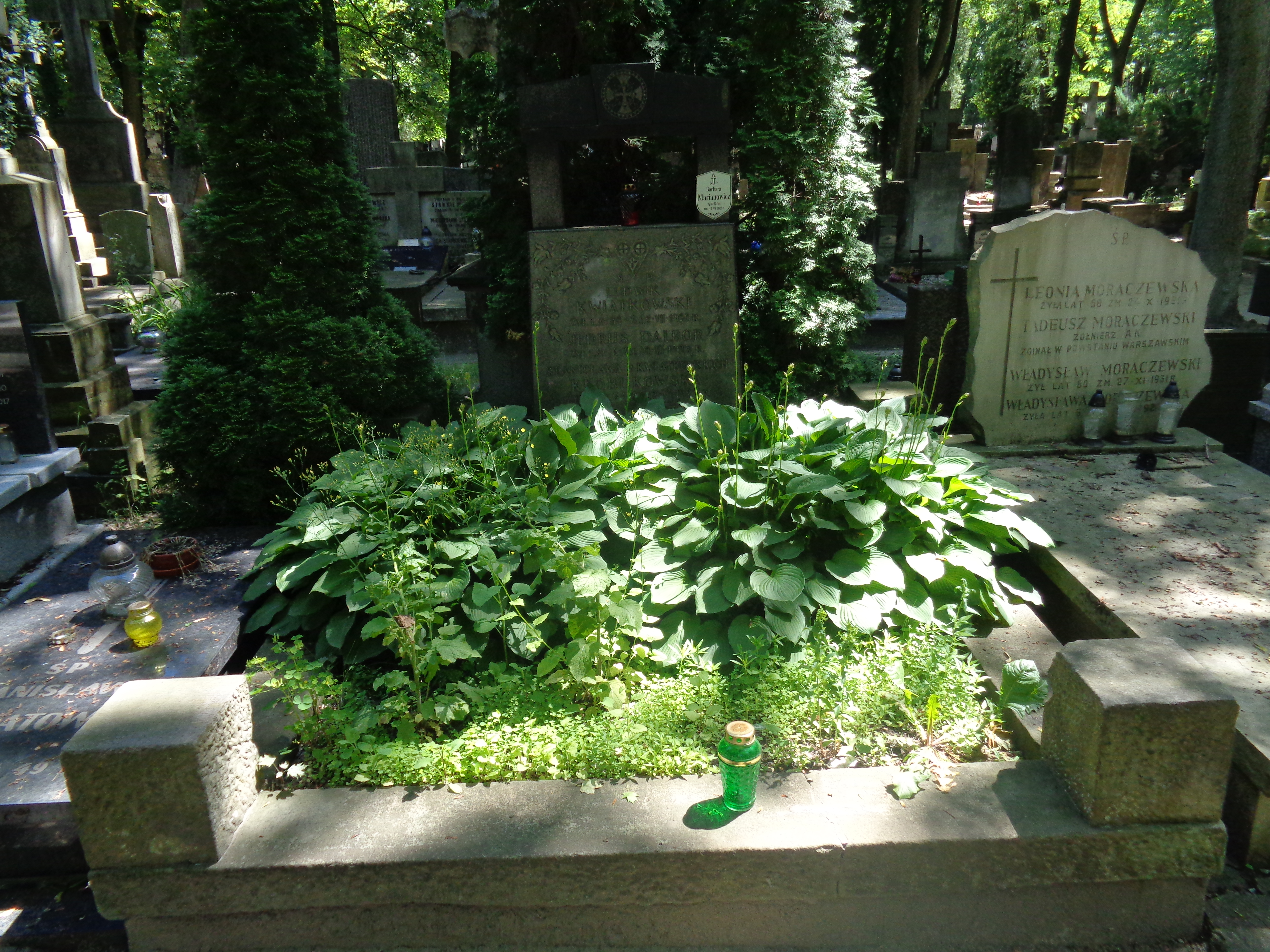
Grób Tadeusza Dalbora na cmentarzu Powązkowskim

Tadeusz Maksymilian Dalbor (ur. 15 października 1889 w Tomaszowie Lubelskim, zm. 21 czerwca 1981 w Warszawie) – polski dyplomata, doktor historii.

## Życiorys
Urodził się 15 października 1889 w Tomaszowie Lubelskim, w rodzinie Maksymiliana (1839–1923), powstańca styczniowego, urzędnika magistratu we Lwowie, i Emilii z Nowaków. Od 1900 uczęszczał do Gimnazjum im. Franciszka Józefa I we Lwowie. Po otrzymaniu w 1907 matury podjął studia na Wydziale Filozoficznym Uniwersytetu Franciszkańskiego.
Po wybuchu I wojny światowej, w sierpniu 1914 ewakuowany wraz z rodziną do miejscowości Pinggau w Styrii. W roku akademickim 1917/1918 dokończył studia na Wydziale Filozoficznym Uniwersytetu Jagiellońskiego. Podjął pracę w Ministerstwie Wyznań Religijnych i Oświecenia Publicznego, od 1 listopada 1918 do 1 stycznia 1919 jako urzędnik, a od 1 stycznia 1919 do 31 marca 1920 jako referent. W 1919 na UJ doktoryzował się w zakresie historii. 
W 1920 rozpoczął pracę w MSZ jako dyplomata. Od 1 kwietnia 1920 do 1 lutego 1921 był attaché emigracyjnym w Konsulacie Generalnym RP w Chicago. Przeniesiony do Konsulatu Generalnego RP w Montrealu, pracował w nim do 1 listopada 1922, początkowo jako attaché emigracyjny, od 2 września 1921 z tytułem konsula, a od 1 maja 1922 jako konsul i kierownik konsulatu. Od 1 października 1922 był attaché emigracyjnym z tytułem konsula w Poselstwie RP w Waszyngtonie. Od 1 stycznia do 1 października 1924 był attaché emigracyjnym z tytułem konsula w MSZ. Z ramienia MSZ w 1924 uczestniczył w obradach międzyministerialnej konferencji w sprawie wymiany więźniów politycznych między Polską a ZSRR. Od 1 października 1924 do 1 lipca 1928 był radcą emigracyjnym z tytułem konsula w Poselstwie RP w Berlinie. Następnie został przeniesiony do Ambasady RP w Paryżu, gdzie pracował od 1 lipca 1928 do 30 listopada 1929 jako radca emigracyjny. Od 1 grudnia 1930 do 30 czerwca 1932 był konsulem generalnym i kierownikiem Konsulatu Generalnego RP we Frankfurcie nad Menem. Odwołany, od 1 lipca 1932 pozostawał w dyspozycji MSZ. Od 1932 należał do Klubu Urzędników Polskiej Służby Zagranicznej.
Od 1920 był mężem Romany z Kwiatkowskich (1890–1977), z którą miał syna Andrzeja (1921–1925).
Zmarł 22 czerwca 1981 i został pochowany na cmentarzu Powązkowskim w Warszawie (kwatera 88-4-27,28).

## Ordery i odznaczenia
- Krzyż Kawalerski Orderu Odrodzenia Polski (11 lipca 1946)[5]
- Medal Dziesięciolecia Odzyskanej Niepodległości
- Oficer Orderu Legii Honorowej (Francja)